# David Lynn
David Anthony Lynn (nascido em 20 de outubro de 1973) é um jogador inglês de golfe profissional. Disputou pelo Reino Unido & Irlanda o Troféu Seve, em 2013.

## Título amadores (1)
- 1994 – Torneio Aberto Amador da Grécia

## Títulos profissionais (3)

### Títulos do European Tour (2)
| N.º | Data                  | Torneio          | Placar                | Margem    | Vice-campeão(ões)            |
| --- | --------------------- | ---------------- | --------------------- | --------- | ---------------------------- |
| 1   | 8 de agosto de 2004   | KLM Open         | −16 (63-70-65-66=264) | 3 tacadas | Richard Green, Paul McGinley |
| 2   | 13 de outubro de 2013 | Portugal Masters | −18 (65-65-73-63=266) | 1 tacada  | Justin Walters               |

## Resultados nos torneios Majors
| Torneio            | 2003 | 2004 | 2005 | 2006 | 2007 | 2008 | 2009 | 2010 | 2011 | 2012 | 2013 | 2014 |
| ------------------ | ---- | ---- | ---- | ---- | ---- | ---- | ---- | ---- | ---- | ---- | ---- | ---- |
| Masters Tournament | DNP  | DNP  | DNP  | DNP  | DNP  | DNP  | DNP  | DNP  | DNP  | DNP  | T46  | CUT  |
| U.S. Open          | DNP  | DNP  | DNP  | DNP  | DNP  | DNP  | DNP  | DNP  | DNP  | DNP  | DNP  | DNP  |
| Open Championship  | T53  | DNP  | DNP  | DNP  | DNP  | DNP  | DNP  | DNP  | DNP  | DNP  | CUT  | DNP  |
| PGA Championship   | DNP  | DNP  | DNP  | DNP  | DNP  | DNP  | DNP  | DNP  | DNP  | 2    | T22  | DNP  |

DNP = não participou

CUT = perdeu o corte

"T" = empate

Fundo amarelo indica os dez primeiros.